# Escobaria vivipara
Escobaria vivipara là một loài thực vật có hoa trong họ Cactaceae. Loài này được (Nutt.) Buxb. mô tả khoa học đầu tiên năm 1951.

## Hình ảnh

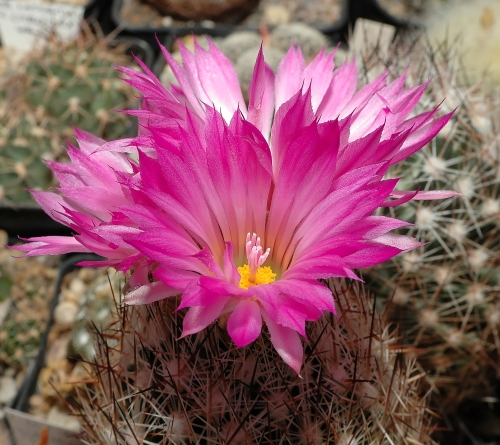
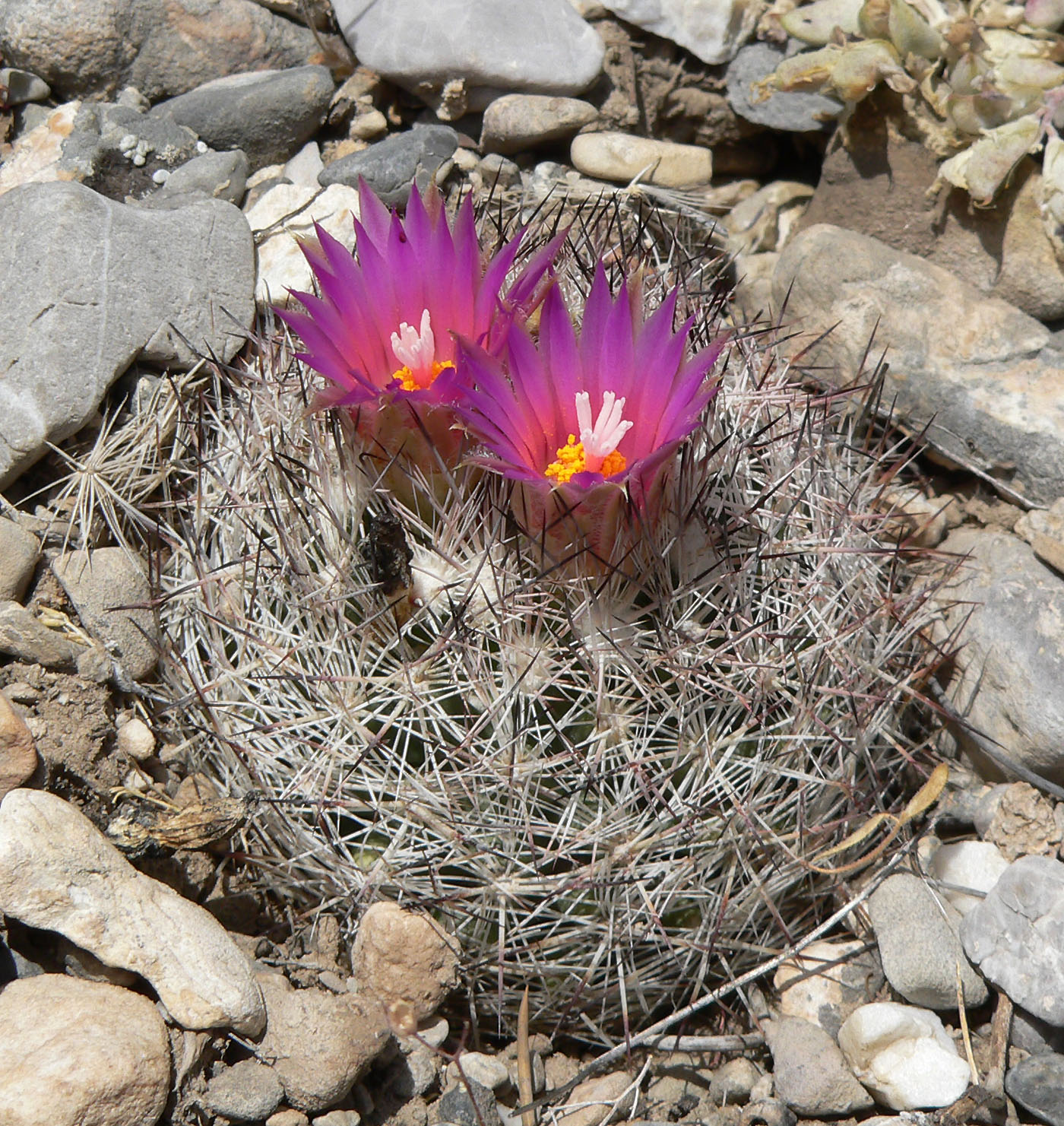
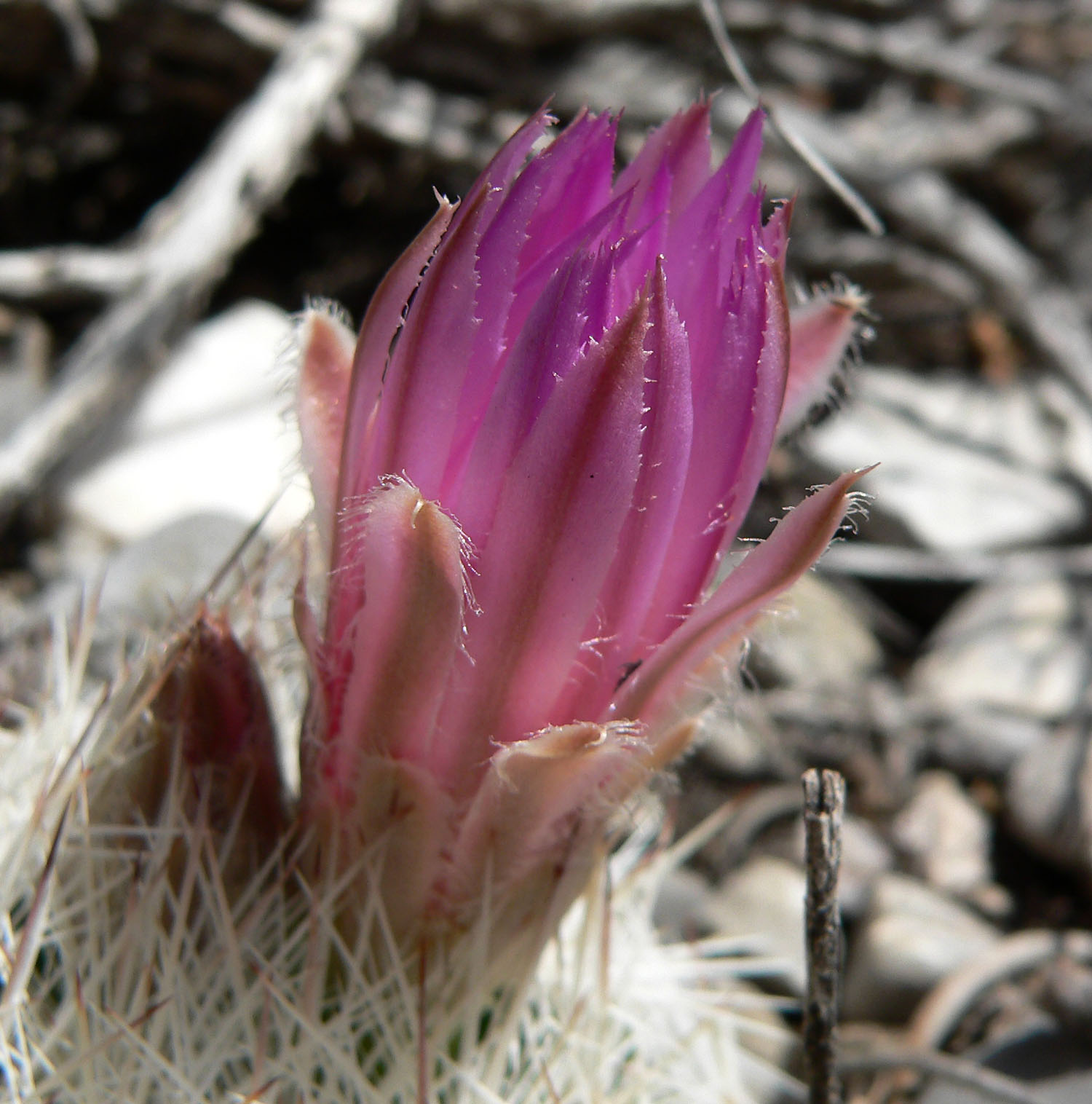
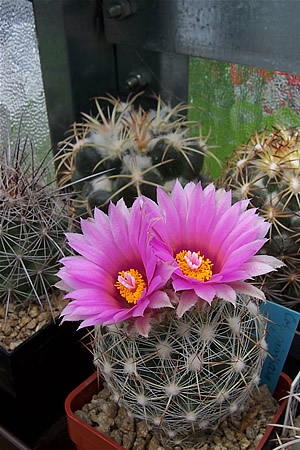